# Дед Архимед
Де́д Архиме́д (настоящее имя — Дми́трий Никола́евич Пу́ркин) — российский видеоблогер на YouTube, публикующий видео в формате сатирических песен о событиях в России и мире. Снимается в гриме, изображая внешний вид, голос и поведение пенсионера в возрасте, при этом большинство песен исполняет в стиле рэп.
Тематика многих песен посвящена высмеиванию российской политики и происходящего в обществе. Например, ряд песен затрагивал современное искусство, разгоны митингов, пожары в Сибири, выборы президента РФ; другие представляли собой претензии к депутатам и высоким чиновникам или являлись пародиями на известных рэперов. Имелись ролики, посвящённые вакцинации или разрешению однополых браков в России, либо записанные как ответ на те или иные действия или высказывания чиновников. Выпускались ролики про пенсионную реформу, поправки в Конституцию, Владимира Соловьёва, протесты в Беларуси, замедление Twitter в России, а также посвящённые протестам в Шиесе против строительства мусорного полигона. Осудил вторжение России на Украину и связанную с ним «Z-агитацию».
Одна из песен канала «ФСБ постирает трусы», посвящённая расследованию Алексея Навального о собственном отравлении, была записана в манере Бориса Гребенщикова, в результате чего была принята многими пользователями за новый хит музыканта, записанный на злобу дня.
При этом блогер утверждал, что никогда не делает платных видео, а блог не приносит ощутимого дохода. Образ пенсионера, по его словам, был придуман им самостоятельно; основную часть работы по созданию роликов также выполняет сам.
YouTube-канал был открыт в 2017 году. За первый год на канале появилось 100 роликов. На 29 декабря 2020 года на канале было 168 000 подписчиков и свыше 22 млн просмотров видеороликов. В 2021 году канал был отмечен серебряной кнопкой YouTube.
Помимо ведения YouTube-канала, блогер путешествует с концертами по России и выступает на корпоративах.
Проживает в городе Иваново. Настоящее имя и отчество — Дмитрий Николаевич, в 2019 году ему было 45 лет. Дата рождения — 10 апреля. Другие занятия — сценарист, режиссёр, актёр и мастер по рекламе. Свою фамилию и семейное положение блогер самостоятельно не называл.
16 мая 2025 года Министерством юстиции РФ был включён в список иностранных агентов.